# 글리제 777
글리제 777은 지구에서 백조자리 방향으로 약 52광년 떨어져 있는 황색 준거성이다. 두 개의 구성원으로 이루어진 쌍성이기도 하며, 세 번째 구성원이 있을 가능성도 있다. 2005년 시점에서 글리제 777을 도는 외계 행성 두 개가 발견되었다.

## 구성원
글리제 777 항성계의 주성 777 A는 황색 준거성으로, 중심핵에서 수소를 거의 다 태운 상태이다. 나이는 약 67억 살로 태양보다 훨씬 더 늙었다. 질량은 태양의 90 퍼센트 수준이다. 중원소 함량(헬륨보다 무거운 원소의 비율)은 태양의 1.7배 수준으로, 이는 외계 행성을 거느리는 항성들이 갖는 전형적인 함량값이다.
반성 글리제 777 B는 주성에서 약 3,000 천문단위 떨어져 있는, 어둡고 차가운 적색 왜성이다. 먼 거리에 있는만큼 주성을 1회 돌려면 수만 년은 걸린다. B 자체가 적색 왜성 두 개로 이루어진 근접 쌍성일 가능성도 있다. 777계(系)에 대해서는 자세히 밝혀지지 않았다.

## 행성계
2002년 마이클 메이어는 글리제 777로부터 멀리 떨어져 있는 행성 글리제 777 b를 찾아냈다고 공식적으로 발표했다. 처음 발견했을 때는 이 행성이 원에 가까운 궤도를 그리면서 항성을 공전하는 것으로 생각했으나, 이후 추가적인 측정을 통해 궤도 이심률은 많이 찌그러진 0.36인 것으로 밝혀졌다. 따라서 처음에는 이 행성이 태양계의 목성과 비슷할 것이라고 생각했지만 이후 자료에 의해 목성보다 1.5배 무거운 타원궤도 가스행성일 것으로 보게 되었다.
2005년 글리제 777을 더욱 자세히 연구한 결과 17.1일 주기의 또 다른 진폭을 발견했다. 이는 당시 발견된 외계행성들 중 가장 작은 천체를 찾아냈음을 뜻하는 것이었다. 질량은 지구의 18배 정도로 해왕성과 비슷한 덩치였고, 공전궤도는 원에 가까웠다.
1999년 7월 1일 글리제 777로 METI 전파가 발사되었다. 전파의 이름은 코스믹 콜 1로, 2051년 4월에 글리제 777에 도착할 것이다.
| 동반 천체 (가까운 천체순) | 질량 (MJ)     | 공전주기 (일) | 공전궤도 반지름 (AU) | 이심률      |
| ------------------------- | ------------- | ------------- | -------------------- | ----------- |
| c                         | >0.057 ± 0.19 | 17.1 ± 0.015  | 0.128 ± 0.002        | 0.01 ± 0.1  |
| b                         | >1.502 ± 0.13 | 2891 ± 85     | 3.92 ± 0.17          | 0.36 ± 0.03 |

## 같이 보기
- 큰곰자리 47
- 페가수스자리 51
- 글리제 229

## 참고 문헌
1. ↑   http://www.cplire.ru/rus/ra&sr/VAK-2004.html 보관됨 2019-05-30 - 웨이백 머신

- N. Asghari;  외. (2004). “Stability of terrestrial planets in the habitable zone of Gl 777 A, HD 72659, Gl 614, 47 Uma and HD 4208”. 《Astronomy & Astrophysics》 426 (1): 353–365. doi:10.1051/0004-6361:20040390.
- Naef;  외. (2003). “The ELODIE survey for northern extra-solar planets II. A Jovian planet on a long-period orbit around GJ 777 A”. 《Astronomy and Astrophysics》 410 (3): 1051–1054. doi:10.1051/0004-6361:20031341.
- Vogt;  외. (2005). “Five New Multicomponent Planetary Systems”. 《The Astrophysical Journal》 632 (1): 638–658. doi:10.1086/432901.[깨진 링크(과거 내용 찾기)]